# 阿加皮亞鄉
47°10′N 26°17′E / 47.167°N 26.283°E
阿加皮亞鄉（羅馬尼亞語：Comuna Agapia, Neamț），是羅馬尼亞的鄉份，位於該國東北部，由尼亞姆茨縣負責管轄，面積59平方公里，海拔高度470米，2007年人口4,604，人口密度每平方公里78人。